# Mattoangin-stadion
Het Mattoangin-stadion is een multifunctioneel (voetbal)stadion in Makassar, Zuid-Sulawesi, Indonesië. Het stadion wordt vooral gebruikt voor voetbalwedstrijden.
Het stadion heeft een capaciteit van 30.000. 